# Epipagis polythiptalis
Epipagis polythiptalis là một loài bướm đêm trong họ Crambidae.